# 娜塔利婭·拉季娜
娜塔利婭·拉季娜（1979年5月3日—），白俄羅斯記者，同時也是獨立新聞網站97憲章主編，該網站出版了許多批評白俄羅斯總統亞歷山大·盧卡申科專制統治的文章。
2010年12月，白俄羅斯舉行了總統選舉，但此次選舉備受爭議，民主派候選人安德烈·桑尼科夫輸給了人稱「歐洲最後獨裁者」的現任總統盧卡申科，許多民眾上街遊行抗議，指選舉不公，但過程中與國安人員發生衝突，許多人遭逮捕或被打傷。娜塔利婭·拉季娜和「97憲章」的工作人員發表了多篇文章，指控國家安全人員的粗暴舉動。
2010年12月10日，白俄羅斯國家安全委員會（前身為克格勃）突擊了「97憲章」辦公室，娜塔利婭·拉季娜只來得及在網站上留下：「我們都在克格勃」，即被國安人員帶走。隨後她被以「組織大規模混亂」的罪名起訴，並面臨15年監禁的刑責，國際特赦組織將她列為良心犯，要求將她釋放，之後國際組織保護記者委員會（CPJ）也跟進，呼籲予以釋放。
2011年1月31日，拉季娜被有條件釋放，當局要求她從首都明斯克遷回家鄉科布林，並且安排國安人員予以監視，不准她離開科布林；她的護照也被沒收，並且不得隨意提及她所涉及的案情。
2011年3月，她從白俄羅斯逃到俄羅斯，在莫斯科的避難所躲了4個月，最後前往目前居住地立陶宛，這段期間她仍然進行了「97憲章」的主編工作。
2011年11月，拉季娜獲得保護記者委員會頒發的國際新聞自由獎，以表彰她「捍衛新聞自由的勇氣」；在頒獎典禮上，拉季娜指責國際社會對於盧卡申科專政的冷漠，並呼籲外國政府記住：「現今的白俄羅斯是個大監獄。」